# 기국
기국(旗國)은 선박이 적법하게 게양 권리를 가지는 국기가 속하는 나라이다.
2010년 1월 기준으로, 파나마는 세계 최대의 기국이며 해양으로 나가는 용적 톤수 중 약 1/4을 차지한다. 미국과 영국은 각각 오직 1%만 차지한다.